# کومنره

کومنره شهری در شهرستان توئسه در استان بازگا در بورکینافاسوی مرکزی است و جمعیت آن ۷۳۴ نفر است.